# Södermanlands runinskrifter 94
Södermanlands runinskrifter 94, Sö 94, är en nu försvunnen vikingatida runsten i Berga, Husby-Rekarne socken och Eskilstuna kommun. Möjligen utgör Sö 94 en gemensam minnesvård tillsammans med Sö 93 och Sö 95.

## Inskriften
Translitterering av runraden:
[... iftiʀ biurn bunta sin kuþan kuþ hialbi ant has]
Normalisering till runsvenska:
... æftiʀ Biorn, bonda sinn goðan. Guð hialpi and hans.
Översättning till nusvenska:
... efter Björn, sin gode make. Gud hjälpe hans ande.